# Öradtjärnen (Järna socken, Dalarna, 670222-141404)
Öradtjärnen är en sjö i Vansbro kommun i Dalarna och ingår i Dalälvens huvudavrinningsområde. Sjön har en area på 0,0816 kvadratkilometer och ligger 260,3 meter över havet.

## Delavrinningsområde
Öradtjärnen ingår i det delavrinningsområde (670156-141419) som SMHI kallar för Namn saknas. Medelhöjden är 293 meter över havet och ytan är 5,67 kvadratkilometer. Räknas de 6 avrinningsområdena uppströms in blir den ackumulerade arean 57,54 kvadratkilometer. Jällån som avvattnar avrinningsområdet har biflödesordning 3, vilket innebär att vattnet flödar genom totalt 3 vattendrag innan det når havet efter 327 kilometer. Avrinningsområdet består mestadels av skog (73 procent) och sankmarker (17 procent). Avrinningsområdet har 0,08 kvadratkilometer vattenytor vilket ger det en sjöprocent på 1,5 procent.